# Presidential Records Act
Das US-amerikanische Gesetz Presidential Records Act (PRA), gezeichnet 1978 von Jimmy Carter, schreibt dem Präsidenten und dem Vizepräsidenten der Vereinigten Staaten vor, dass jede Korrespondenz archiviert und für die Nachwelt aufgehoben werden muss. Darunter fällt auch die private Korrespondenz.
Im Februar 2022 wurde bekannt, dass Präsident Trump mehrfach gegen dieses Gesetz verstoßen haben soll, indem er Dokumente in der Toilette heruntergespült haben soll, was Verstopfungen verursacht habe. Außerdem habe er Unterlagen zerrissen im Büro liegen lassen und kistenweise in sein Privatanwesen nach Florida verbringen lassen, darunter insbesondere Schreiben des nordkoreanischen Machthabers Kim Jong-un.